# Alejandro Velazco (balonmanista)
Alejandro Martín Velazco Fernández, más conocido como Alejandro Velazco, (24 de octubre de 1993) es un jugador de balonmano uruguayo que juega de lateral izquierdo en el Colegio Alemán. Es internacional con la selección de balonmano de Uruguay.
Velazco formó parte de la selección uruguaya en el Campeonato Mundial de Balonmano Masculino de 2021, en el que su selección participaba por primera vez.

## Clubes
| Club           | País    | Año         |
| -------------- | ------- | ----------- |
| Colegio Alemán | Uruguay | 2012 - Act. |

## Palmarés

### Selección nacional

#### Campeonato Centro y Sudamericano
- Medalla de bronce en el Campeonato Sudamericano y Centroamericano de Balonmano Masculino de 2020[3]

#### Juegos Suramericanos
- Medalla de bronce en los Juegos Suramericanos de 2022